# Koninginnepolder
De Koninginnepolder is een polder ten zuiden van Biervliet, behorende tot de Polders rond Biervliet.
De polder ontstond door bedijking van de schorren in de Braakman ten noorden van de Angelinapolder. In 1893 kwam de bedijking gereed en ontstond een polder van 295 ha. Deze werd vernoemd naar Koningin Emma. Door deze bedijking werd ook de Angelinapolder met het vasteland verbonden.
In 1894 werd aan de oostzijdevan de polder een haventje aangelegd, de Koninginnehaven, die als haven voor Biervliet fungeerde en ook zin naam gegeven heeft aan de buurtschap. In 1925 werd, om verzanding van het haventje tegen te gaan, nog een spuikom aangelegd en in 1928 werd de haven nog met 60 m verlengd. Doch langzaamaan raakte het haventje in verval en het diende al lang geen economisch nut meer toen, in 1952, de Braakman werd afgesloten.
De buurtschap Kapitalendam ligt in het zuidwesten van de polder.
De polder wordt begrensd door de Savooyaardsweg, de Spuikomweg, de Middenweg, de Magdalenadijk, de Passageuleweg en de Uitweg. Een boerderij met de naam Zelden rust bevindt zich in de polder.